# .web
.web es un dominio de nivel superior no oficial, que lleva propuesto desde 1995.
En la última revisión de 2000, en la que se añadieron siete nuevos dominios, la ICANN, no aprobó la solicitud del dominio .web. Sin embargo, ésta tampoco fue oficialmente rechazada, pudiendo volverse a presentar la solicitud.
La temática de las páginas con el dominio .web pretende ser genérico.
- Datos: Q1048379